# 安維爾岩
安維爾岩（英語：Anvil Rock）是南極洲的岩石，處於格羅托島和福奇群島東南端之間，屬於阿根廷群島的一部分，在1935年由英國探險隊繪入地圖和命名，現時由南極條約體系管理。